# Bulbophyllum caespitosum
Bulbophyllum caespitosum es una especie de orquídea epifita  originaria de  las  Islas Mascareñas. 

## Distribución y hábitat
Se encuentra en Mauricio y Reunión

## Taxonomía
Bulbophyllum caespitosum fue descrita por Teijsm. & Binn. y publicado en Histoire Particulière des Plantes Orchidées t. 103. 1822.
Etimología
Bulbophyllum: nombre genérico que se refiere a la forma de las hojas que es bulbosa.
caespitosum: epíteto latino que significa "crece como césped".
Sinonimia
- Phyllorchis caespitosa (Thouars) Kuntze
- Phyllorkis caespitosa (Thouars) Kuntze[3][4]